# Namophila
Neopatersonia é um género botânico pertencente à família Asparagaceae.